# 14e cérémonie des prix Génie
La 14e cérémonie des Prix Génie s'est déroulé le 12 décembre 1993 pour récompenser les films sortis dans le courant de l'année.

## Palmarès
Le vainqueur de chaque catégorie est indiqué en gras